# Franska Institutet
Franska Institutet (franska: Institut français de Suède) är Frankrikes kulturrepresentation i Sverige och lyder under Frankrikes ambassad. Dess uppdrag fastställs av det franska utrikes- och biståndsministeriet (franska: Ministère des Affaires étrangères et du Développement international) och verksamheten omfattar såväl kulturellt som vetenskapligt samarbete inom företrädesvis följande områden:
- utbildning och språk
- vetenskap och högskolesektor
- kulturområdet i dess helhet

Som ett led i detta uppdrag, genomför Institut français de Suède i samarbete med sina svenska parter projekt och evenemang: utställningar, föredrag, debatter, filmvisningar, konserter, föreställningar, med mera. Vidare organiserar institutet mobilitetsprogram, utbildningar och språkexamina samt tar fram pedagogiska resursmaterial för språkundervisning. I uppdraget ingår även omvärldsbevakning.

## Postadress
Institut français de Suède, Box 5296, (Besöksadress: Kommendörsgatan 13), 102 46 Stockholm